# Mees Röttgering
Mees Röttgering (* 7. Juli 2007 in Wanssum) ist ein niederländischer Tennisspieler.

## Persönliches
Röttgering besuchte die AMJOY Tennis in Veldhoven, wo er neben dem Sport auch die Schule absolvierte. Er wurde dort von Jochem Mol trainiert. Später betreute ihn auch der ehemalige Spieler Sjeng Schalken.
Röttgering ist mit der australischen Tennisspielerin Emerson Jones liiert.

## Karriere
Röttgering spielte ab 2020 auf der ITF Junior Tour. Nach fünf Titeln bei niedriger dotierten Turnieren, schaffte er im Einzel 2023 seinen ersten Erfolg bei einem J300-Turnier, wodurch er die Nummer 61 der Junioren wurde. 2024 nahm er an allen vier Grand-Slam-Turnieren teil; im Einzel erreichte er bei den Australian Open das Halbfinale, wo er gegen Jan Kumstát ausschied. Sein bestes Resultat erzielte er in Wimbledon, als er drei gesetzte Spieler schlug, darunter auch die Nummer 1 Kaylan Bigun. Das Endspiel gegen den Norweger Nicolai Budkov Kjær verlor er in zwei Sätzen. Mit dem Triumph beim ITF Junior Masters gelang ihm der größte Erfolg als Junior. Anfang 2025 übernahm er die Spitze der Junioren-Weltrangliste. Turniere spielte er fortan nur noch bei den Profis, obwohl er bis Ende des Jahres noch spielberechtigt gewesen wäre.
Erste Erfahrungen bei Turnieren der drittklassigen ITF Future Tour machte Röttgering 2023. 2024 erreichte er das erste Future-Endspiel, wodurch er in die Top 1000 der Weltrangliste einzog. Anfang des Jahres 2025 gab er auch auf den höher dotierten Challenger und ATP Touren sein Debüt, nachdem er jeweils eine Wildcard erhalten hatte. Beim Challenger in Lugano gewann er erstmals ein Match, während er in Rotterdam dem späteren Halbfinalisten Mattia Bellucci unterlag.